# Musiri
Musiri är en ort i Indien.   Den ligger i distriktet Tiruchchirāppalli och delstaten Tamil Nadu, i den södra delen av landet, 2 000 km söder om huvudstaden New Delhi. Musiri ligger 95 meter över havet och antalet invånare är 30 209.
Terrängen runt Musiri är platt. Runt Musiri är det tätbefolkat, med 343 invånare per kvadratkilometer. Musiri är det största samhället i trakten. Omgivningarna runt Musiri är en mosaik av jordbruksmark och naturlig växtlighet.